# Naidinae
Die Naidinae sind Ringelwürmer (Annelida). Sie bilden eine Unterfamilie in der Familie Naididae aus der Ordnung der Wenigborster (Oligochaeta). Es handelt sich um ca. 2–25 mm lange durchsichtige aquatisch lebende Würmer, wobei größere Formen (über ca. 10 mm) meist Tierketten sind.
Traditionell wurde diese Unterfamilie auch als eigene Familie behandelt, teilweise sogar in zwei Familien unterteilt, „Chaetogastridae“ (mit der Gattung Chaetogaster) und „Naididae“ (übrige Gattungen). In neuerer Zeit wurden sie generell als Unterfamilie der ehemals als Tubificidae bezeichneten Tubifex-Verwandten gesehen. Schließlich wurden die Tubificidae nach Eingliederung der Naidinae wegen der Prioritätsregel (die Naidinae wurden schon 1828 beschrieben, die Tubificinae erst 1876) in Naididae umbenannt.

## Biologie
Die meisten Arten leben im Süßwasser, einige im Bereich des Meereslitorals. Manche Arten können auffallend massenhaft auftreten, weshalb sie trotz ihrer Kleinheit zum Teil schon im 18. Jahrhundert wissenschaftlich beschrieben wurden (z. B. Stylaria lacustris Linnaeus 1767 und Nais elinguis Müller 1774).
Sie ernähren sich von allerlei Kleinorganismen (Algen, Rotatorien, kleine Wasserflöhe usw.), wobei die Aufnahmeweisen sehr unterschiedlich sind. Nais- und Stylaria-Arten stülpen den Boden und die Decke ihres Pharynx aus und pressen diese an die Oberfläche von Blättern, Pflanzenstängeln oder Steinuntergrund. Beim Zurückstülpen werden die daran klebenden Algen oder andere Kleinorganismen wie zwischen zwei Walzen in den Mund gerollt. Ripistes-Arten fangen schwebende Kleinorganismen oder Detritus, die sie durch hin und her schwingende lange Borstenbündel einsammeln. Chaetogaster-Arten wiederum leben räuberisch, indem sie Kleinorganismen (Einzeller und kleine Vielzeller) einsaugen; eine Unterart (Chaetogaster limnaei vaghini) ernährt sich endoparasitisch.
Manche Arten sind mit einfachen Augen ausgestattet, was außergewöhnlich ist für die Oligochaeta.

## Fortpflanzungsweise und Tierketten
Die Naidinae zeichnen sich durch eine vielfach ungeschlechtliche Vermehrung aus. Charakteristisch ist dabei die Ausbildung von zwei oder mehr Tieren in Form von Tierketten, die in der Art einer Sprossung entstehen. Durch Teilung dieser Tierketten (meist als Paratomie, bei Allonais und einigen Dero-Arten als Architomie ausgebildet) können auf asexuellem Wege neue Individuen entstehen, die genetisch ein identisches Abbild des Muttertieres darstellen. Allerdings kommt es zwischendurch (v. a. im Spätsommer/Herbst) vielfach zu normaler zweigeschlechtlicher Fortpflanzung.

## Systematische Zugehörigkeit
Obwohl ihre Geschlechtsorgane in den Segmenten IV und V liegen, werden sie mit den Tubificinae und anderen Unterfamilien, bei denen die Geschlechtsorgane ansonsten meist in anderen Segmenten liegen, in eine gemeinsame Gruppe gestellt. Allerdings bleiben Zweifel an der definitiven Zugehörigkeit, da nach molekulargenetischen Befunden (16S rDNA und 18S rDNA) die Zusammenstellung innerhalb der Familie Naididae, früher Tubificidae genannt, auch keine natürliche monophyletische Einheit bildet.

## Systematische Unterteilung
Traditionell hat man die Gruppe in zwei Untergruppen unterteilt, wobei die eine Untergruppe die Naidinae im engeren Sinne sind, die andere nur gerade die Gattung Chaetogaster umfasst. Die letztere zeichnet sich u. a. dadurch aus, dass sie nur 2 Borstenbündel pro Segment hat, während die anderen Gattungen 4 Borstenbündel pro Segment aufweisen.
Die Naidinae umfassen ungefähr 22 Gattungen mit über 100 Arten, darunter die folgenden:
- Amphichaeta leydigi Tauber 1879, 1,5–4 mm lange Art; diese aus drei Arten bestehende Gattung stellt verwandtschaftlich offenbar den Übergang zwischen der Gattung Chaetogaster und den übrigen Naidinae dar[4].
- Chaetogaster limnaei Baer 1827, eine ca. 2–5 mm lange Art, die entweder auf oder aber in Süßwassermollusken lebt (Unterarten Ch. l. limnaei und Ch. l. vaghini). Mit bis zu 25 mm auffallend groß ist die im Süß- und Brackwasser vorkommende Art Chaetogaster diaphanus Gruithuisen 1828. – Näheres zu diesen „Bauchborstenwürmchen“ vgl. unter Chaetogaster.
- Nais elinguis Müller 1774, eine ca. 10 mm lange häufige Art aus dem Süßwasser. Daneben sind in Europa noch weitere 12 Arten dieser Gattung beschrieben. Viele, aber nicht alle Arten der Gattung Nais haben Augenflecken.
- Ripistes parasita Schmidt 1847, eine ca. 4,5 mm lange in einer Röhre lebende Art, die am VI. bis VIII. Segment stark verlängerte Borstenbündel trägt, die mit dem Nahrungserwerb in Zusammenhang stehen. Mit Augenflecken. Einzige Art dieser Gattung in Europa.
- Pristina longiseta Ehrenberg 1828, deutsch „Schnauzenwürmchen“, ca. 2–5 mm lang, mit schnauzenförmiger Verlängerung der Kopfpartie. Vorkommen v. a. in moorigen Gewässern. Insgesamt sind in Europa 16 Arten dieser Gattung beschrieben. Diese Gattung stellt im Vergleich zu den übrigen Gattungen die ursprünglichste dar.
- Stylaria lacustris (Linnaeus 1767), deutsch „Teichschlänglein“ oder „Teichschlange“, häufige und sehr durchsichtige Art von ca. 10–16 mm Länge, die leicht an einem auffällig langen unpaaren Tentakel an der Frontseite sowie Augenflecken zu erkennen ist. Sie lebt im Pflanzengürtel ruhiger Gewässer (z. B. auf dem Wasserhahnenfuß oder der Wasserpest) und ernährt sich primär von Algen[5]. Auf algenbewachsenen Aquarienwänden können sie sich massenhaft vermehren. Es gibt daneben noch eine zweite Art, Stylaria fossularis Leidy 1852.